# Libéria nos Jogos Olímpicos de Verão de 2012
Libéria competiu nos Jogos Olímpicos de Verão de 2012, que aconteceram na cidade de Londres, no Reino Unido, de 27 de julho até 12 de agosto de 2012.

## Atletismo

### Masculino
| Atleta     | Evento    | 100 m | SC   | AP    | SA   | 400 m | 110B  | JD    | SV   | LD    | 1500 m  | Final | Posição |
| ---------- | --------- | ----- | ---- | ----- | ---- | ----- | ----- | ----- | ---- | ----- | ------- | ----- | ------- |
| Jangy Addy | Resultado | 10.89 | 6.90 | 14.97 | 1.93 | 48.64 | 14.23 | 45.61 | 4.20 | 50.36 | 5:08.14 | 7586  | 23      |
| Jangy Addy | Pontos    | 885   | 790  | 788   | 740  | 878   | 945   | 779   | 673  | 594   | 514     | 7586  | 23      |

### Feminino
| Atleta           | Evento             | Fase de grupo | Fase de grupo | Quartas de final | Quartas de final | Semifinal   | Semifinal   | Final       | Final       |
| Atleta           | Evento             | Resultado     | Posição       | Resultado        | Posição          | Resultado   | Posição     | Resultado   | Posição     |
| ---------------- | ------------------ | ------------- | ------------- | ---------------- | ---------------- | ----------- | ----------- | ----------- | ----------- |
| Phobay Kutu-Akoi | 100m               | —             | —             | 11.52            | 6                | Não avançou | Não avançou | Não avançou | Não avançou |
| Raasin McIntosh  | 400m com barreiras | 57.39         | 6             | —                | —                | Não avançou | Não avançou | Não avançou | Não avançou |

## Judô

### Masculino
| Atleta      | Evento  | Round 64              | Round 32    | Round 16    | Quartas de final | Semifinais  | 1ª repescagem | 2ª repescagem | Final       | Final       |
| Atleta      | Evento  | Resultado             | Resultado   | Resultado   | Resultado        | Resultado   | Resultado     | Resultado     | Resultado   | Posição     |
| ----------- | ------- | --------------------- | ----------- | ----------- | ---------------- | ----------- | ------------- | ------------- | ----------- | ----------- |
| Liva Saryee | Peso 81 | MAR Attaf L 0000–1000 | Não avançou | Não avançou | Não avançou      | Não avançou | Não avançou   | Não avançou   | Não avançou | Não avançou |